# Szalma Tamás
Szalma Tamás (Makó, 1958. november 4. –) Jászai Mari-díjas magyar színész.

## Életpálya
Főiskolai tanulmányait a Színház- és Filmművészeti Főiskolán végezte 1977–1981 között Békés András osztályában. 1981–1982 között a Szegedi Nemzeti Színház színésze volt. 1982–1986 között a zalaegerszegi Hevesi Sándor Színház tagja volt. 1986–1993 között a kaposvári Csiky Gergely Színházban játszott. 1993–1996 között, valamint 2014–2017 között a debreceni Csokonai Színház, 1997–1999 között a nyíregyházi Móricz Zsigmond Színház, 1999–2003 között a Szegedi Nemzeti Színház társulatának tagja volt. 2001 óta a Páger Antal-színészdíj kuratóriumának tagja. 2003-tól a Veszprémi Petőfi Színháznál szerepelt. 2018 óta a Nemzeti Színházban is fellép. 2019 - ben visszatért a kaposvári Csiky Gergely Színház társulatához.

## Színházi szerepei
- Örkény-Valló: In memoriam Ö.I.....
- Szophoklész: Aiasz....Aiasz
- Shelley: A Cenci-ház....Francesco Cenci gróf
- Füst-Valló: A sanda bohóc....
- Lenz-Brecht: A nevelő....Von Berg őrnagy; Gróf Wermouth
- William Shakespeare: Cymbeline....Jachimo
- Gorkij: Zikovék....Mihail
- Páskándi Géza: Galváni békája....
- Foster: Tom Paine avagy a józan ész diadala....
- Lengyel Menyhért: A csodálatos mandarin....A Mandarin
- Cozzi: Turandot, a kínai hercegnő....Kalaf
- Johnson: Lakat alá a lányokkal....Szikla Szilárd
- Vörösmarty Mihály: Csongor és Tünde....Kalmár
- Whiting: Az ördögök....Adam
- Storelli: A szent strici...Konstantin
- Madách Imre: Az ember tragédiája....Ádám; Lucifer; Úr; Föld szelleme; Péter apostol; Eretnek; Márki; Michelangelo
- Balázs Béla: A fából faragott királyfi....A tündér
- Osztrovszkij: Vihar....Tyihon Ivanics Kabanov
- Molière: A fösvény....Cléante
- Babel: Húsvát....Szavickij
- Jellicoe: A csábítás trükkjei....Tolen
- Balázs Béla: A kékszakállú herceg vára....A kékszakállú herceg
- Lope de Vega: A kertész kutyája....Tristan
- Kodály Zoltán: Székelyfonó....A háziasszony kérője
- Beaumarchais: Figaro házassága....Almaviva gróf
- Romhányi József: Hamupipőke....Gáspár királyfi
- Jókai Mór: A kőszívű ember fiai....Ödön
- Kemény-Kocsák: A zöld kakadu....Émile
- Jacobi Viktor: Leányvásár....Harrison
- Shaw: Szent Johanna....Gilles de Rais; Warwick
- Carlo Goldoni: Velencei terecske....Anzoletto
- Gozzi: A varázssütemény avagy Nella szerelme....Szindbád mágus; Samandal királya; Nella férje; a fekete mágia tudora
- Jarry: Übü király....Bugrisláv
- William Shakespeare: A velencei kalmár....Antonio
- Ács János: Egy kiállítás képei....Goldberger Sámuel
- Füst Milán: Boldogtalanok....Székely Ferenc
- Erdman: Az öngyilkos....Jelpigyij atya
- Collodi: Pinokkió, a hosszúorrú fabáb története....Meggyesorrú
- Ábrahám Pál: 3:1 a szerelem javára....Károlyi Gyurka
- Brecht: Kurázsi mama és gyermekei....Verbuváló
- Kesey: Kakukkfészek....Bromden
- Bock: Hegedűs a háztetőn....Fegyka
- Peaslee: Állatfarm....Marci
- Farkas-Rejtő: Meg kell szakadni!....Tihamér; Benől
- Budai Dénes: Csárdás....Acsaj Pesta
- Paso: Hazudj inkább kedvesem!....Juan
- Molière: Mizantróp....Acaste márki
- Bresan: Paraszt Hamlet (Hamlet előadás Donja Mrduša faluban)....Mate Bukara
- Gorkij: Éjjeli menedékhely....Klescs
- Horváth Péter: Csao Bambinó....Laci
- Kálmán Imre: Csárdáskirálynő....Bihary úr
- William Shakespeare: Julius Caesar....Brutus
- Carlo Goldoni: Mirandolina....Rippafratta lovag
- Aiszkhülosz-Szophoklész-Euripidész: A sors gyermekei....Polüneikész
- Szuhovo-Kobilin: Tarelkin halála....Makszim Kuzmics Varravin; Polutatarinov
- Jacobi Viktor: Sybill....Nagyherceg
- William Shakespeare: Sok hűhó semmiért....Benedetto
- Eugene O’Neill: Amerikai Elektra....Orin
- Dosztojevszkij: A félkegyelmű....Rogozsin
- Székely János: Caligula helytartója....Petronius
- Remenyik Zsigmond: Vén Európa Hotel....Eugenio
- Albee: Azt hiszem, megcsinálják!.../Mindent a kertbe....Richard
- Hašek: Svejk....Lukas főhadnagy
- Szabó Magda: És ha mégis, uram? (Béla király)....Kötöny
- Molnár Ferenc: Úri divat....Juhász Péter
- Hauptmann: Naplemente előtt....Wolfgang
- Brecht: Krétakör....
- Williams: Az ifjúság édes madara....Alexandra del Lago; Chance Wayne
- Kertész-Galambos: Senki földje....
- Maugham: Imádok férjhez menni....Fred
- William Shakespeare: Rómeó és Júlia....Escalus; Mercutio
- Chapman–Cleese–Gilliam-Idle-Jones-Palin: Gyalog galopp....Arthur
- Bernstein: West Side Story....
- Andersen: Hókirálynő....Gerda apja
- Schiller: Don Carlos....
- Lloyd Webber: Evita....Peron
- Kusan: Galócza....Nikola Giotinics-Gile
- William Shakespeare: Szentivánéji álom....Oberon
- William Shakespeare: III. Richárd....George
- Cooney: Páratlan páros....
- Kipling: A dzsungel könyve....Sirkán
- Rose: Tizenkét dühös ember....3. esküdt
- Scarnacci-Tarabusi: Kaviár és lencse....Antonio
- Pinter: A szerető....Richard
- Pinter: Utolsó pohár....Victor
- Németh László: Galilei....Maculano práter
- Jókai Mór: Az aranyember....Tímár Mihály
- Albee: Nem félünk a farkastól....George
- William Shakespeare: A windsori víg nők....Ford
- Simon: Furcsa pár....Felix Unger
- Molnár Ferenc: Színház....Báró
- Egressy Zoltán: Baleset....Ed
- Tasnádi István: Finito....Dr. Juhos Buda
- Gogol: A revizor....Oszip
- Bereményi-Rideg: Indul a bakterház....Csendőr Géza
- Eisemann-Fries-Márkus: Hyppolit, a lakáj....Hyppolit
- Bulgakov: Molière (Álszentek összeesküvése)....De Charron
- Kosztolányi Dezső: Édes Anna....Vizy
- Parti-Nagy: Tisztújítás....Dr. Langyos Rudolf
- Szabó Magda: Régimódi történet....Id. Jablonczay Kálmán
- Sternheim: A bugyogó....Theobald Maske
- Mikszáth Kálmán: A Noszty fiú esete Tóth Marival....Noszty Pál képviselő
- O’Neill: Utazás az éjszakába....James Tyrone
- Anouilh: Jeanne d'Arc....Cauchon; Beaudricourt
- Austen: Értelem és érzelem....Brandon ezredes
- Carlo Goldoni: Chioggiai csetepaté....Toni
- Euripidész: Iphigeneia Auliszban....Agamemnón
- Örkény István: Sötét galamb....Dr. Krasznai; Nagy Dezső; Rimanóczi
- Kodály Zoltán: Háry János...Ferenc császár, Bíró uram
- Shakespeare: Titus Andonicus...Titus
- Bulgakov: Mester és Margarita ...Woland
- Ratkó: Segítsd a kiràlyt...Istvàn
- Gorkíj:Éjjeli menedékhely...Szatyin
- Goldoni: Kávéház...Don Marzio
- Shakespeare: Othello...Jágó
- Tasnádi: Made in Hungária...Jerry Lee Lewis
- Shakespeare: Rómeó és Júlia...Capulet
- Mohácsi István: Francia rúdugrás
- Szörényi-Bródy: Kőműves Kelemen...Vándor
- Pownall: Mesterkurzus...Sztálin
- Ahlfors: Színházkomédia...Bengt-író
- Katona József: Bánk bán...II. Endre
- Gárdonyi: Egri csillagok...Török Bálint
- Madách: Az ember tragédiája (2018. Nemzeti Színház)
- Neil Simon: Különterem...André
- Csiky: Buborékok...Somlay Ignác
- Örkény: Tóték...Tót ( Hevesi Sándor Színház)
- Csehov: Meggyeskert...Gajev
- Fekete I: Hajnal hasad...Erdélyi Tamás színművész: Pop Sabin, orvos, Tiszt, Igazgató hangja
- Shakespeare: A makrancos hölgy...Baptista – Katerina és Bianca apja
- Katona József: Bánk Bán...Petúr bán
- Dosztojevszkij: A Karamazov testvérek...Fjodor Karamazov
- Hamupipőke...Király
- Moliere: A képzelt beteg...Argan
- László Miklós: Illatszertár...Hammerschmidt Miklós
- Csehov: Sirály...Szorin
- Zerkovitz: Csókos asszony...Báró Tarpataky
- Ken Kesey: Száll a kakukk fészkére...Bromden főnök
- Szigligeti Ede: Liliomfi...Szilvay professzor

## Színházi rendezései
- Maugham: Imádok férjhez menni (1999)
- Miller: A salemi boszorkányok (2002)
- Gibson: Libikóka (2003)
- Slade: Jövőre veled ugyanitt (2006)
- Pozsgai Zsolt: Liselotte és a május (2007)
- Karády (2008)
- Camoletti: Leszállás Párizsban (2009)
- Arc a tükörben (2012)
- Pozsgai Zsolt: Boldog bolondok (2014)
- Joe DiPietro: Ügyes kis hazugságok (2019)

## Filmjei

### Játékfilmek
- Szívzűr (1982)
- Akli Miklós (1986)
- Sose halunk meg (1993)
- Ámbár tanár úr (1998)
- X- A rendszerből törölve (2018)
- Magyar Passió (2021)
- Hadik (2023)

### Tévéfilmek
- Mint oldott kéve 1-7. (1983)
- Béketárgyalás, avagy az évszázad csütörtökig tart (1989)
- Patika (1995)
- Égi madár (2011)
- Munkaügyek (2012)
- Budapest angyala (2015)
- Aranyélet (2015)
- Jóban Rosszban (2016)
- A merénylet (2018)
- Egyszer volt Budán Bödör Gáspár (2020)
- Pokoli rokonok (2025)